# Coppa Nordamericana di skeleton 2001
La Coppa Nordamericana di skeleton 2001 è stata la prima edizione del circuito continentale nordamericano di skeleton, manifestazione organizzata dalla Federazione Internazionale di Bob e Skeleton; è iniziata il 16 novembre 2000 a Calgary, in Canada, e si è conclusa il 9 dicembre 2000 a Lake Placid, negli Stati Uniti. Vennero disputate sei gare: tre per le donne e altrettante per gli uomini in tre differenti località.
Vincitori dei trofei, conferiti agli atleti classificatisi per primi nel circuito, sono stati la statunitense Tristan Gale nel singolo femminile e il connazionale Trevor Christie in quello maschile.

## Calendario
| Località    | Data             | Donne | Uomini |
| ----------- | ---------------- | ----- | ------ |
| Calgary     | 16 novembre 2000 | ●     | ●      |
| Park City   | 3 dicembre 2000  | ●     | ●      |
| Lake Placid | 9 dicembre 2000  | ●     | ●      |
| Totale      | Totale           | 3     | 3      |

## Risultati

### Donne
| Data             | Località    | Prime classificate                                 | Seconde classificate     | Terze classificate      |
| ---------------- | ----------- | -------------------------------------------------- | ------------------------ | ----------------------- |
| 16 novembre 2000 | Calgary     | Lindsay Alcock Canada e Kendra Herbert Stati Uniti | non assegnato            | Lesley Hill Canada      |
| 3 dicembre 2000  | Park City   | Tristan Gale Stati Uniti                           | Colleen Rush Stati Uniti | Lindsay Alcock Canada   |
| 9 dicembre 2000  | Lake Placid | Tristan Gale Stati Uniti                           | Colleen Rush Stati Uniti | Janet Ivers Stati Uniti |

### Uomini
| Data             | Località    | Primi classificati        | Secondi classificati        | Terzi classificati          |
| ---------------- | ----------- | ------------------------- | --------------------------- | --------------------------- |
| 16 novembre 2000 | Calgary     | Duff Gibson Canada        | Nathan Cicoria Canada       | Trevor Christie Stati Uniti |
| 3 dicembre 2000  | Park City   | Zach Lund Stati Uniti     | Trevor Christie Stati Uniti | Terry Holland Stati Uniti   |
| 9 dicembre 2000  | Lake Placid | Terry Holland Stati Uniti | Trevor Christie Stati Uniti | Brian McDonald Stati Uniti  |

## Classifiche

### Donne
| Pos. | Atleta          | Nazione     | CAL | PKC | LAK | Punti |
| ---- | --------------- | ----------- | --- | --- | --- | ----- |
| 1    | Tristan Gale    | Stati Uniti | 4   | 1   | 1   | 80    |
| 2    | Lindsay Alcock  | Canada      | 1   | 3   | 4   | 73    |
| 3    | Colleen Rush    | Stati Uniti | 7   | 2   | 2   | 66    |
| 4    | Kendra Herbert  | Stati Uniti | 1   | 4   | 8   | 63    |
| 5    | Janet Ivers     | Stati Uniti | 5   | 5   | 3   | 59    |
| 6    | Lesley Hill     | Canada      | 3   | 6   | 6   | 55    |
| 7    | Fallon Vaughn   | Stati Uniti | 10  | 7   | 5   | 43    |
| 8    | Juleigh Walker  | Stati Uniti | 6   | 10  | 7   | 41    |
| 9    | Katie Koczynski | Stati Uniti | 9   | 9   | 9   | 36    |
| 10   | Natasha Ellison | Stati Uniti | 8   | 13  | 11  | 31    |

### Uomini
| Pos. | Atleta             | Nazione     | CAL | PKC | LAK | Punti |
| ---- | ------------------ | ----------- | --- | --- | --- | ----- |
| 1    | Trevor Christie    | Stati Uniti | 3   | 2   | 2   | 131   |
| 2    | Zach Lund          | Stati Uniti | 4   | 1   | 4   | 126   |
| 3    | Nathan Cicoria     | Canada      | 2   | 5   | 7   | 109   |
| 4    | Brian McDonald     | Stati Uniti | 5   | 7   | 3   | 105   |
| 5    | Terry Holland      | Stati Uniti | -   | 3   | 1   | 91    |
| 6    | Ralph Mirabelli    | Stati Uniti | 7   | 8   | 5   | 91    |
| 7    | Orvie Garrett      | Stati Uniti | 10  | 4   | 11  | 84    |
| 8    | Kevin Ellis        | Stati Uniti | 8   | 9   | 6   | 84    |
| 9    | Clifton Wrottesley | Irlanda     | 12  | 6   | 8   | 79    |
| 10   | Turc Harmesynn     | Canada      | 6   | 10  | 10  | 78    |